# Solanum insulae-paschalis
Solanum insulae-paschalis är en potatisväxtart som beskrevs av Friedrich August Georg Bitter. Solanum insulae-paschalis ingår i släktet skattor som ingår i familjen potatisväxter. Inga underarter finns listade i Catalogue of Life.